# Vicenç Martínez i Duart
Vicenç Martínez i Duart   (Barcelona i Catalunya, 1896 - Barcelona, 20 de desembre de 1963) fou un futbolista català dels anys 1910 i 1920.

## Trajectòria
Començà la seva carrera a la Penya Madrid, que el 1907 i després de fusionar-se amb el Provençal van crear el CE Europa. Amb els escapulats va començar a les categories inferiors, però a la temporada 1910-11 ja va arribar al primer equip.
Davanter centre pur va romandre a l'Europa fins a la temporada 1914-15, en el qual es considera el primer gran traspàs de l'Europa al FC Barcelona, fet que no va ser gaire ben rebut pels seus companys europeistes, que va retirar-li l'amistat. Tot i així i ja a les files barcelonistes, Martínez va continuar exercint de tresorer en la directiva del CE Europa a la temporada 1915-16.
De moment els seus registres golejadors amb l'Europa son desconeguts per la manca d'informació que publicaven els diaris, i se’l coneix com “El golejador sense gols”.
Fou un dels grans davanters del Futbol Club Barcelona i jugà al primer equip entre 1915 i 1923 un total de 261 partits en els quals marcà 183 gols. Jugava a les posicions de davanter centre o d'interior dret i en el seu palmarès destaquen dos campionats d'Espanya i cinc de Catalunya. Era conegut amb el sobrenom de cabecita.
El 13 d'octubre de 1918 es disputà un partit en benefici de Vicenç Martínez al camp del carrer Indústria que enfrontà el Barça amb l'CE Europa i que acabà amb victòria blaugrana per 2 a 1. El 17 de juny de 1923 se li va retre un partit d'homenatge, el primer celebrat al Camp de les Corts, on el Barça guanyà el CE Sabadell per 2 a 1. En aquest partit, Vicenç Martínez es retirà del futbol en actiu.

## Palmarès
- 2 Campionats d'Espanya: 
  - 1919-20, 1921-22
- 5 Campionats de Catalunya:
  - 1915-16, 1918-19, 1919-20, 1920-21, 1921-22